# Мала Бабина Гора
45°42′ пн. ш. 17°26′ сх. д. / 45.70° пн. ш. 17.43° сх. д.
Мала Бабина Гора (хорв. Mala Babina Gora) — населений пункт у Хорватії, у Б'єловарсько-Білогорській жупанії у складі громади Джуловаць.

## Населення
Населення за даними перепису 2011 року становило 32 осіб.
Динаміка чисельності населення поселення: